# شهرستان گواتمالا
شهرستان گواتمالا (به اسپانیایی: Guatemala Department) یک شهرستان در گواتمالا است که در گواتمالا واقع شده‌است.